# Annaé Torrealba
Ana Evelia Torrealba Arocha (Caracas, Venezuela, 26 de julio de 1975) conocida artísticamente como Annaé Torrealba, es una modelo, locutora, cantante y compositora venezolana.

## Reseña biográfica
Annaé Torrealba es hija de la profesora universitaria Marianela Arocha y del percusionista y ejecutante de las maracas Santana Torrealba León, miembro fundador junto a su padre, el músico y compositor Juan Vicente Torrealba, de la agrupación de música llanera venezolana Los Torrealberos, por lo que por el lado paterno, es nieta del citado artista. Su infancia y adolescencia transcurrieron entre Caracas y Calabozo, Estado Guárico, Venezuela, donde el contacto con el campo y las costumbres de la zona motivaron su incursión en la música llanera venezolana.
Inició sus estudios de educación primaria en el "Colegio Miguel Angel" de Caracas y la educación secundaria en el "Liceo Caracas" donde se graduó con la mayor calificación de la promoción. Inició y culminó sus estudios universitarios de Relaciones Públicas en el Instituto Universitario de Relaciones Públicas de Caracas, donde obtuvo la mayor calificación de la promoción correspondiente. También, desde entonces, incursionó en la actividad del modelaje.
En 1990, inició profesionalmente su carrera artística como cantante invitada de la estudiantina del Hogar Canario Venezolano, donde participó en diferentes actuaciones interpretando música venezolana hasta finales de 1994. En 1993, debuta en televisión en el hoy desaparecido programa Cuanto vale el show en el que logra llegar al concurso semifinal. Tres años después, incursiona en la música bailable en diferentes agrupaciones en las cuales interpreta versiones de temas interpretados previamente por la venezolana Diveana Pereira y la puertorriqueña Olga Tañón entre otras artistas. Durante los años 90 realizó estudios de teatro en la Escuela "Juana Sujo", en Caracas e incursiona en la actuación como extra en algunas telenovelas y en el programa de humor "Cuéntame ese chiste" en la desaparecida televisora Radio Caracas Televisión.
Posteriormente, incursiona en el mercado discográfico grabando, de manera independiente dos CD en los años 2002 y 2010 que contienen temas en los géneros de balada, jazz y música pop tanto en idioma español como inglés. No sería sino en el año 2011 cuando graba música venezolana, del género del Pasaje en su modalidad estilizada en el álbum "Sangre Torrealbera" en el cual rindió homenaje a su abuelo, Juan Vicente Torrealba, interpretando algunos de sus más conocidos temas con el acompañamiento del grupo "Los Torrealberos". Este disco fue bautizado en un concierto en el Teatro Teresa Carreño el 29 de septiembre de 2011.
En el año 2012, debutó como animadora de TV al frente del programa “Farándula y Folklore Venezolano” de transmisión matutina semanal en Venezuela y parte de Colombia, a través del Canal I y otras televisoras regionales venezolanas. En abril de ese año, participó en el "Festival del Joropo" que se efectuó en las instalaciones de la antigua hacienda La Estancia, actualmente propiedad de la empresa petrolera estatal PDVSA. Posteriormente, en el mes de julio de ese año, representó como animadora y cantante a Venezuela en la tercera edición del Festival Latinoamericano de Arpa realizada en Durango, México donde tuvo participación en 5 presentaciones, alternando con artistas invitados de Paraguay, Ecuador, Argentina y Estados Unidos entre otros. A su regreso, presenta su segundo CD comercial producido para el Centro Nacional del Disco de Venezuela titulado "Tan solo un poco" en el cual incluyó boleros y canciones románticas venezolanas, una de ellas compuesta por su abuelo, Juan Vicente Torrealba.
La artista formó parte del voluntariado artístico reunido para la grabación del tema y del videoclip promocional de “El Mundo que Soñé”, canción compuesta por los cantautores venezolanos Fernando Osorio, Juan Carlos Pérez-Soto y Eduardo Osorio. Desde entonces, se desempeña activamente como vocera de la Fundación Cantamos por la Paz. Concluyó sus actividades del año 2012, en el mes de octubre representando a Venezuela, en la sexta edición del Festival Sonamos Latinoamérica con una gira de 3 conciertos en las ciudades argentinas de Santa Fe, Santo Tomé y Lincoln.
En julio del año siguiente, regresó a la televisión con la serie de documentales turísticos denominada “Así es mi País”, programa transmitido en Venezuela y parte de Colombia por Canal I y otros canales regionales. En agosto junto a más de 50 artistas venezolanos en la grabación del tema y videoclip “Cantamos por la Paz 2013” convirtiéndose además en Directora del Voluntariado Artístico, responsable de la “Fundación Cantamos por la Paz” en Venezuela, para incentivar a través de la música la tolerancia, el respeto y la cultura de paz.
En enero de 2014, creó, produjo y condujo el programa radial “Sonidos de Venezuela” que se transmitió de lunes a viernes a través de la emisora Pacífica 90.7 FM en el cual promovió los ritmos venezolanos tradicionales y de vanguardia, así como las diferentes formas de hacer e interpretar música típica, apoyando al talento nacional. El programa fue transmitido hasta agosto del 2015 y dos meses después fue retomado en la emisora de radio venezolana en línea TNO Radio donde continuó su transmisión hasta el año 2018. Antes de retomar este espacio, en enero de 2015, conduce y coproduce también el programa radial “Venezuela Mágica” en la emisora caraqueña Mágica 99.1FM que también difunde la música folclórica y típica venezolana en todas sus manifestaciones y géneros.
En marzo del año 2017 bautiza con un concierto realizado en el Centro Cultural BOD de la Castellana- Caracas, su tercera producción discográfica “Canta Arpa” dedicada al Maestro Juan Vicente Torrealba en ocasión de encontrarse celebrando sus 100 años de vida. En julio de ese año participó como invitada especial en la gala de clausura del 49° torneo internacional del joropo de Villavicencio, Meta, Colombia, con un concierto ante más de cinco mil personas como parte del homenaje al maestro Juan Vicente Torrealba a quien se le dedicaba esta edición del Festival.
Luego, en televisión participó entre julio y diciembre del programa de concurso "La Voz Imbatible" de canto del programa del canal venezolano Venevisión Sábado Sensacional, a la par que estrenó el video del sencillo “Yo soy Venezuela”, segundo promocional de su disco "Canta Arpa" que es la primera producción de la artista presentada en las plataformas digitales de música iTunes y Spotify, entre otras. En diciembre de 2017 lanza de manera promocional su siguiente y cuarta producción "Pensando en tí", la cual incluye el tema “Es verdad” a dúo con el cantautor Ilan Chester, autor del tema, presentando su versión de esta balada de los años 80 en género de pasaje, con instrumentos tradicionales de la música venezolana y arreglos sinfónicos. 
Inicia el año 2018 regresando, en marzo, a la radio conduciendo, musicalizando y produciendo  el programa “Sonidos de Venezuela” en esta temporada por la emisora Difusión Latina 97.7 FM. Dos meses después es presentado su mencionado álbum “Pensando en ti” en un evento realizado en la ciudad de Miami (Estados Unidos), material que incluye además del tema promocional, 9 temas de música venezolana. Este es su segundo álbum lanzado en plataformas musicales digitales.
En julio de 2018 regresó como invitada especial al "Torneo Internacional del Joropo de Villavicencio", acompañada de la agrupación “La Rondalla Venezolana” como exponente de la música típica venezolana. En septiembre de 2018, obtuvo 4 galardones en la sexta edición de los Premios Pepsi Music y gana el Premio El Universo del Espectáculo y el premio "Artista Femenina de Música Venezolana" de los Premios Occamys. Cierra 2018 al obtener el galardón "Cantante Femenina Música Llanera" del Premio Mara Internacional y realizar una participación con su hija y su padre, Santana Torrealba en un segmento del "Miss Venezuela 2018" en homenaje a Juan Vicente Torrealba.
En marzo del año 2019, la artista lanzó el tema promocional "Si te vuelvo a ver", dedicado a los venezolanos que emigraron al extranjero, el cual fue acompañado de su videoclip respectivo. Al mes siguiente, es nombrada jurado del concurso "Mister Venezuela" y en mayo también fue jurado del concurso "La Voz Ucabista" que es el festival de talentos vocales de la Universidad Católica Andrés Bello. En junio de 2019, al cumplirse un mes de la desaparición de Juan Vicente Torrealba presenta con otro videoclip el tema promocional "No Voy Sin Tí" en su honor. Se inicia como conferencista presentando la conferencia "Sonidos de Venezuela" en la Universidad Central de Venezuela y la Universidad Santa María. En agosto recibió el galardón de "Emperatriz del año" otorgado por el jurado del Premio Emperador Internacional. El 1° de septiembre con motivo de un sencillo promocional realizó el concierto titulado "Romance en el caney" en el Centro Cultural BOD de Caracas.
En octubre de 2019 y tras recibir 8 nominaciones en diferentes renglones a los Premios Pepsi Music en su 7.ª Edición, participó en el inicio de la ceremonia de premiación realizada en el Aula Magna de la Universidad Central de Venezuela y recibió 3 galardones como ganadora de Disco Femenino del Año por “Pensando en ti”, Artista Música Llanera y Video del Año Música Llanera por “Pajarito”. En ese mismo mes, recibe el Premio Monseñor Pellín, como Cantante del Año. En noviembre del mismo año, presentó el álbum “Campesina” y recibió el Premio Tacarigua Internacional como Artista Femenino de Música Tradicional y se le nombra Jurado en el Festival de la Voz del Hatillo, concurso que se celebra en el Municipio venezolano de El Hatillo.
En diciembre de 2019 recibió el Premio Gigantes Awards en su primera edición como Cantante Femenina de Música Venezolana. En Abril del año 2020 inició un ciclo de entrevistas en vivo a través de la red social Instagram, una vez a la semana los días martes bajo el nombre de “2 para las 4”. Esta decisión de transmitir en esta modalidad, se debió al inicio del confinamiento debido a la enfermedad COVID-19.
En mayo de 2020 participó junto a las cantantes Floria Márquez y Betsayda Machado en el concierto en línea “Boleros y mas en el Día de las Madres” producido por el Centro Cultural BOD, el cual fue una de las ediciones del espectáculo "Ellas son bolero" en el cual intervino desde 2017. Al mes siguiente, estrena el videoclip y sencillo promocional “Un problema contigo”, con un audiovisual realizado en apoyo a los emprendedores venezolanos. En septiembre de 2020 mediante una ceremonia realizada en línea, recibió el Premio Mara de Oro Mención Especial y participa en la ceremonia como presentadora y luego intervino en el evento internacional de la Fundación Cantamos Por la Paz con motivo del Día Mundial de la Paz, celebrado en la ciudad estadounidense de Orlando.
En octubre de 2020 participa en el inicio de la emisión de Premios Pepsi Music y recibió el galardón de Disco del Año Categoría Música Llanera por el Álbum “Campesina”. Finalmente, en noviembre de 2020 junto a la Agrupación Solo Ensamble, presenta el sencillo y videoclip de su versión del tema “La Dama de la Ciudad”, éxito del cantautor y músico venezolano Frank Quintero.

## Actualidad
En enero de 2021 presentó el tema “Imaginaria” en el género de balada pop. En marzo, inició una campaña social en contra de la violencia de género con el lanzamiento del tema “Ni con un pétalo”. En agosto se le otorgó el Premio Occamys como Mejor artista femenino de música tradicional venezolana. Presentó en agosto, el tema “Tonada para Tío Simón”, dedicado al ya desaparecido cantautor venezolano Simón Díaz, del compositor venezolano Ignacio Salvatierra, incluido en el álbum “Venezolanidad” de dicho artista. Con el videoclip respectivo obtuvo el “Premio Platino del Festival Video Hispano”. Pasó a formar parte como miembro votante del Premio Grammy. En septiembre le fue otorgado en la Novena Edición del Premio "Pepsi Music", el galardón de video del año en la categoría música tradicional por la versión del tema “La Dama de la Ciudad”. Ese mismo mes, estrena el tema de la versión en gaita zuliana de su tema “Te voy queriendo”. Con la “Tonada para Tío Simón”, obtuvo en noviembre de 2021 su segundo galardón internacional al ganar medalla de oro en los premios “Lit Talent Awards” de la organización estadounidense “International Awards Associate”. En diciembre presentó su álbum “Es Navidad”, que contiene cinco temas clásicos navideños venezolanos en versiones de música pop, funk, jazz y música afrovenezolana. También recibió el Premio Tacarigua de Oro Internacional en Maracay y días más tarde, la revista “Venezolanos Ilustres” y el Grupo Editorial 786 la incluyen en la lista de los 50 venezolanos más influyentes del 2021. Esa misma semana, el Festival de Talento Arcoíris le entrega un reconocimiento por su trabajo en apoyo a los artistas emergentes. 
En junio de 2022 recibió el reconocimiento de la Asociación Venezolana de Intérpretes y Productores de Fonogramas (AVINPRO), por su trabajo, trayectoria y labor como intérprete y difusora de la música venezolana y presentó el tema “Sentir Venezolano” en el género de golpe llanero. 
EL 21 de septiembre de 2022, participó junto a Reynaldo Armas, Rummy Olivo y Luis Silva en la presentación en televisión de la décima edición de los Premios Pepsi Music en la cual recibió el décimo Premio Pepsi de su carrera por el video del tema “Te voy queriendo” en colaboración con La agrupación La Nueva Conga y el compositor y cuatrista venezolano Miguel Siso. En octubre fue artista invitada en el concierto de la celebración de los 50 años de la agrupación La Rondalla Venezolana, que fue realizado en el Centro Cultural BOD de Caracas. 
Finaliza sus actividades de 2022 con el lanzamiento del videoclip del reconocido tema navideño “El Tamborilero”, en una versión de música zuliana a la vez que participa nuevamente como Jurado en el Festival de Canto Voz del Hatillo, Municipio El Hatillo y días después recibe el Galardón “Premio Tacarigua de Oro Internacional, Mención Artista Femenino de música venezolana del año”.
En marzo de 2023, lanza al mercado un nuevo disco del estudio bajo el título “Llover y esperar”, acompañado de un videoclip homónimo como sencillo promocional del presentación de dicho álbum. En Julio es parte del espectáculo “Ellas son bolero” en el Centro Cultural de Arte Moderno de la Castellana (Caracas) y se presenta en concierto de gala con la Orquesta "Alma Llanera" en la sede del Sistema de Orquestas y Coros Juveniles e infantiles de Venezuela. Al cierre de ese mes formó parte del homenaje al Beato Doctor José Gregorio Hernández en un concierto transmitido por el canal televisivo Venevisión, en el cual interpretó junto a otros artistas de la planta televisiva, el "Himno al Venerable" dedicado a este médico y filántropo venezolano.
En octubre de 2023 estrenó el tema “Fachada” en un videoclip junto a la cantautora venezolana Anabella Mondi con quien compuso dicho tema y que fuera incluido en el álbum “Global Llanera” de esta última. A la par, estrena el promocional y videoclip de la canción del cantautor argentino Fito Páez “Yo vengo a ofrecer mi corazón”, en versión de pasaje llanero y que fuera usado en una campaña contra el cáncer de mama. En noviembre, entre otras actividades, dicta talleres de uso de la voz en las Escuelas Alternativas de Petare (Estado Miranda con la Fundación Oscasi dedicada a niños que no están recibiendo educación escolar. En diciembre firmó contrato con la gerencia de la plataforma de entretenimiento digital MDA Televisión. 
En marzo de 2024 dictó una conferencia titulada “Ni con un pétalo” para las actividades del día internacional de la Mujer en Calabozo, Estado Guárico y presentó un proyecto acústico de audio y video llamado “Sesiones” destinado al rescate de la serenata tradicional venezolana junto a los músicos venezolanos Luis Pino y David Peña Oldenburg, que incluyó tres canciones tradicionales, en dicho género musical.

## Discografía[8]
| Año  | Título             | Discográfica                          |
| ---- | ------------------ | ------------------------------------- |
| 2011 | Sangre Torrealbera | Centro Nacional del Disco (Venezuela) |
| 2012 | Tan solo un poco   | Palma Sola Producciones (Venezuela)   |
| 2017 | Canta Arpa         | Producción independiente (Venezuela)  |
| 2018 | Pensando en ti     | Towerdawn Studio (Estados Unidos)     |
| 2019 | Campesina          | Towerdawn Studio (Estados Unidos)     |
| 2021 | Es Navidad         | Towerdawn Studio (Estados Unidos)     |
| 2023 | Llover y Esperar   | Towerdawn Studio (Estados Unidos)     |

## Premios y reconocimientos
| Mes y Año          | Premio                                     | Mención                                                     |
| ------------------ | ------------------------------------------ | ----------------------------------------------------------- |
| Abril de 2017      | Premio Santa Cecilia                       | Artista Femenino Enaltecedor del Folklore, Mención Diamante |
| Septiembre de 2018 | Premio El Universo del Espectáculo         | Mejor Intérprete de Música Tradicional                      |
| Septiembre de 2018 | Premios Pepsi Music Venezuela, 6.ª Edición | Artista de Música Llanera                                   |
| Septiembre de 2018 | Premios Pepsi Music Venezuela, 6.ª Edición | Video del Año de Música Llanera ("Cómo poder olvidarte")    |
| Septiembre de 2018 | Premios Pepsi Music Venezuela, 6.ª Edición | Tema del Año de Música Llanera ("Yo soy Venezuela")         |
| Septiembre de 2018 | Premios Pepsi Music Venezuela, 6.ª Edición | Disco del Año de Música Llanera ("Canta Arpa")              |
| Octubre de 2018    | Premios Occamys                            | Artista Femenina de Música Venezolana                       |
| Diciembre de 2018  | Mara Internacional                         | Cantante Femenina Música Llanera                            |
| Agosto de 2019     | Emperador Internacional                    | Emperatriz del Año                                          |
| Octubre de 2019    | Premios Pepsi Music, 7.ª Edición           | Disco Femenino del Año ("Pensando en Tí")                   |
| Octubre de 2019    | Premios Pepsi Music, 7.ª Edición           | Artista de Música Llanera                                   |
| Octubre de 2019    | Premios Pepsi Music, 7.ª Edición           | Video del Año de Música Llanera ("Pajarito")                |
| Octubre de 2019    | Monseñor Pellín                            | Cantante del Año                                            |
| Noviembre de 2019  | Tacarigua Internacional                    | Artista Femenino Música Tradicional                         |
| Diciembre de 2019  | Gigantes Awards                            | Cantante Femenina de Música Venezolana                      |
| Septiembre de 2020 | Mara Internacional                         | Mención Especial                                            |
| Octubre de 2020    | Premios Pepsi Music, 8.ª Edición           | Disco del Año de Música Llanera ("Campesina")               |
| Agosto de 2021     | Premio Occamys                             | Mejor artista femenino de música tradicional                |
| Agosto de 2021     | Premio Festival del Video Hispano          | Mención Platino por “Tonada para Tío Simón”                 |
| Septiembre de 2021 | Premios Pepsi Music, 9.ª Edición           | Video del Año Música Tradicional “La dama de la ciudad”     |
| Septiembre de 2021 | Global Music Awards                        | Medalla de Bronce por “Tonada para Tío Simón”               |
| Noviembre de 2021  | Lit Talent Awards                          | Medalla de oro por Mejor cantante femenina                  |
| Diciembre de 2021  | Tacarigua de oro                           | Artista del Año de Música Tradicional venezolana            |
| Diciembre de 2021  | Festival de talento "Arco Iris"            | Artista Femenina de Música Tradicional del Año              |
| Junio de 2022      | Reconocimiento de Avinpro                  | Trayectoria y labor en la música venezolana                 |
| Septiembre de 2022 | Premio Pepsi Music                         | Video del año                                               |
| Diciembre de 2022  | Premio Tacarigua de Oro Internacional      | Artista Femenino de música venezolana del año               |